# Maruti Zen

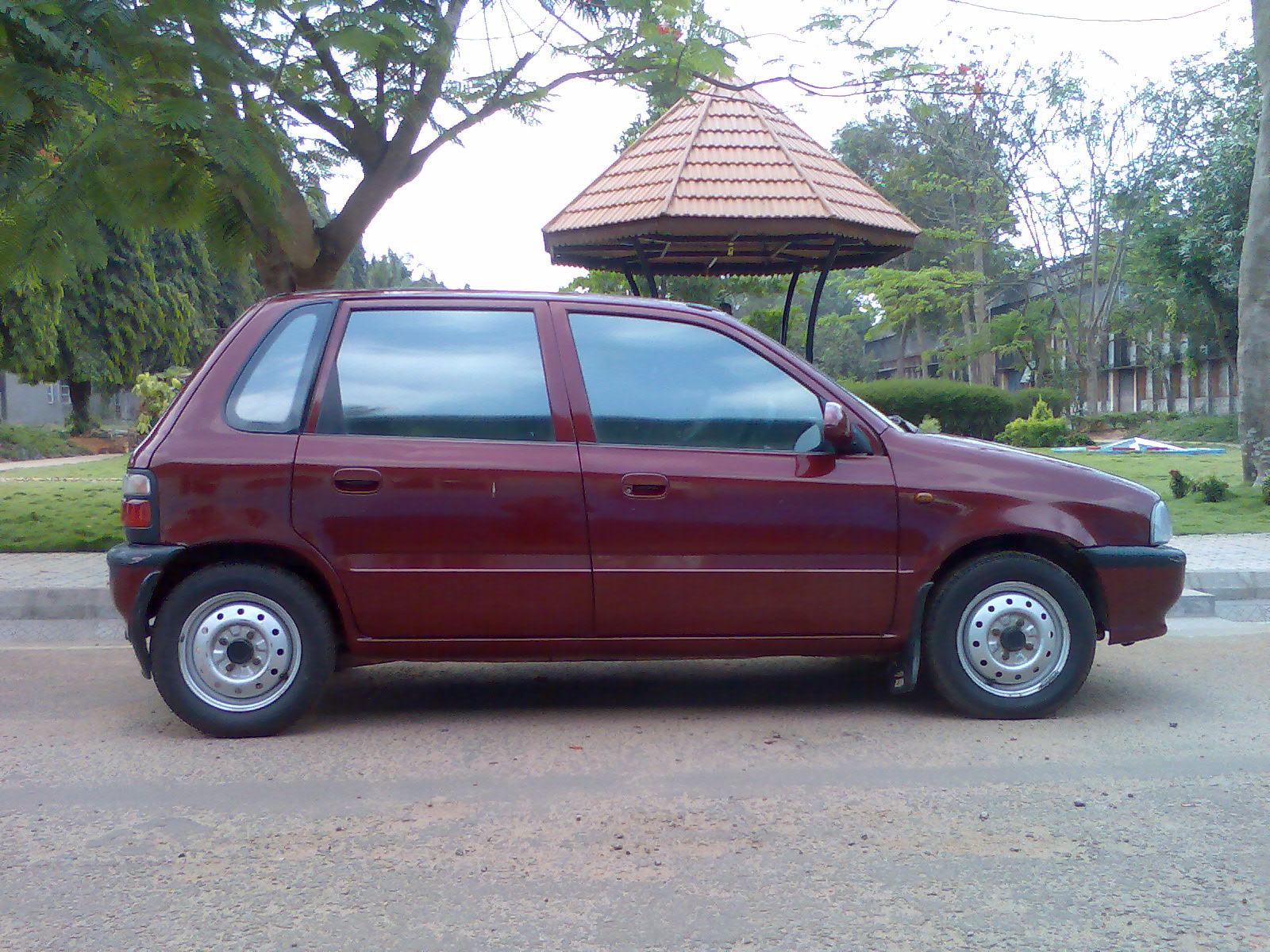
Maruti Zen de face

La Maruti Zen est une automobile produite par le constructeur automobile indo-japonais Maruti Suzuki de 1993 à 2006. Cette Cervo Mode a été conçue pour le marché indien, avant de se vendre en Europe de 1994 à 1997 sous le nom d'Alto, alors que déjà une quatrième génération a été lancée au Japon.